# Kočín-Lančár
Kočín - Lančár est un village de Slovaquie situé dans la région de Trnava.

## Histoire
Première mention écrite du village en 1262.

## Démographie

### Évolution de la population
| Année:               | 1994. | 2004.   | 2014.   | 2024.   |
| -------------------- | ----- | ------- | ------- | ------- |
| Nombre de personnes: | 542   | 521     | 525     | 503     |
| Différence:          |       | -3,87 % | +0,76 % | -4,19 % |

| Année:               | 2023. | 2024. |
| -------------------- | ----- | ----- |
| Nombre de personnes: | 503   | 503   |
| Différence:          |       | +0 %  |